# روبرت سبرول
روبرت غوردون سبرول (بالإنجليزية: Robert Gordon Sproul)‏ (أيار (مايو) 22، 1891 – أيلول (سبت10, 1975) كان الرئيس الحادي عشر لجامعة كاليفورنيا وخدم فيها منذ 1930 حتى 1958.

## سيرته
ولد سبرول في كاليفورنيا عام 1891، والده روبرت سبرول ووالدته سارا إليزابيث سبرول. وهوالأخ الأصغر للمصرفي المركزي ألان سبرول، الذي عمل رئيساً لخزانة نيويورك الفيدرالية.
تمثّلت مساهمة سبرول المتميّزة خلال فترة إدارته التي استمرت 28 عاماً بتوسعة الحرم الجامعي لتلبية متطلبات التعليم العالي في عدة أجزاء منفصلة من الولاية، مع الحفاظ على إدارة الجامعة بواسطة مجلس من الرؤساء ورئيس.
كان سبرول عضواً في النادي البوهيمي، ودعم عضوية إرنست أورلاندو لورنس عام 1932.
California governor إيرل وارين asked his former classmate and fellow 1911 member of the University of California Band, Sproul to place his name in nomination for the office of vice president of the United States at the 1948 المؤتمر الوطني الجمهوري ‏ in فيلادلفيا (بنسيلفانيا).
By the time he left office in 1958, the جامعة كاليفورنيا (بركلي), was a distinguished university recognized worldwide for the excellence of its programs and the University of California had a total of eight campuses from Davis to Los Angeles.
Sproul Hall and Sproul Plaza on the جامعة كاليفورنيا (بركلي) campus, site of numerous political rallies since the 1930s, are named for him. At the جامعة كاليفورنيا (لوس أنجلوس) campus, there are three residence halls named in his recognition: Sproul Hall, Sproul Landing, and Sproul Cove. Sproul Hall on the جامعة كاليفورنيا (ريفرسايد) campus, home to the Department of Economics and the Graduate School of Education, is named for him. In addition, a research vessel utilized by the معهد سكريبس لعلم المحيطات ‏ at جامعة كاليفورنيا (سان دييغو), is named for him.
At nine stories, UC Davis's Sproul Hall is the tallest building in مقاطعة يولو (كاليفورنيا).

## وصلات خارجية
- روبرت سبرول على موقع إن إن دي بي (الإنجليزية)

- أعمال أو نبذة عن روبرت سبرول على أرشيف الإنترنت

| مناصب أكاديميَّة         | مناصب أكاديميَّة                  | مناصب أكاديميَّة |
| ---------------------- | ------------------------------- | -------------- |
| سبقه وليام والاس كامبل | رئيس جامعة كاليفورنيا 1930–1958 | تبعه كلارك كير |

قالب:UCBerkeley leaders
قالب:رؤساء جامعة كاليفورنيا